# Área metropolitana de Búfalo-Niagara Falls
El Área metropolitana de Búfalo-Niagara Falls o Área Estadística Metropolitana de Búfalo-Niagara Falls, NY MSA, como la denomina oficialmente la Oficina de Administración y Presupuesto, es un Área Estadística Metropolitana del estado estadounidense de Nueva York. Tiene una población de 1.135.509 habitantes según el Censo de 2010, convirtiéndola en la 47.º área metropolitana más poblada de los Estados Unidos.

## Composición
Los 2 condados del estado de Nueva York que componen el área metropolitana, junto con su población según los resultados del censo 2010:
- Erie – 919.040 habitantes
- Niágara – 216.469 habitantes

## Área Estadística Metropolitana Combinada
El área metropolitana es parte del Área Estadística Metropolitana Combinada de Buffalo-Niagara-Cattaraugus, NY CSA junto con el Área Estadística Micropolitana de Cattaraugus, NY µSA, que comprende el condado de Cattaraugus totalizando 1.215.826 habitantes en un área de 7.452 km².

## Principales comunidades del área metropolitana
Ciudades principales o núcleo
- Búfalo
- Niagara Falls

Otras comunidades definidas como ciudades
- Lackawanna
- Lockport
- North Tonawanda
- Tonawanda

Otras comunidades definidas como pueblos
| - Alden - Amherst - Aurora - Boston - Brant - Cambria - Cheektowaga - Clarence - Colden - Collins - Concord - Eden | - Elma - Evans - Grand Island - Hamburg - Hartland - Holland - Lancaster - Lewiston - Marilla - Newfane - Newstead - Niágara | - North Collins - Orchard Park - Pendleton - Porter - Royalton - Sardinia - Somerset - Wales - West Seneca - Wheatfield - Wilson |